# Pride of Baltimore

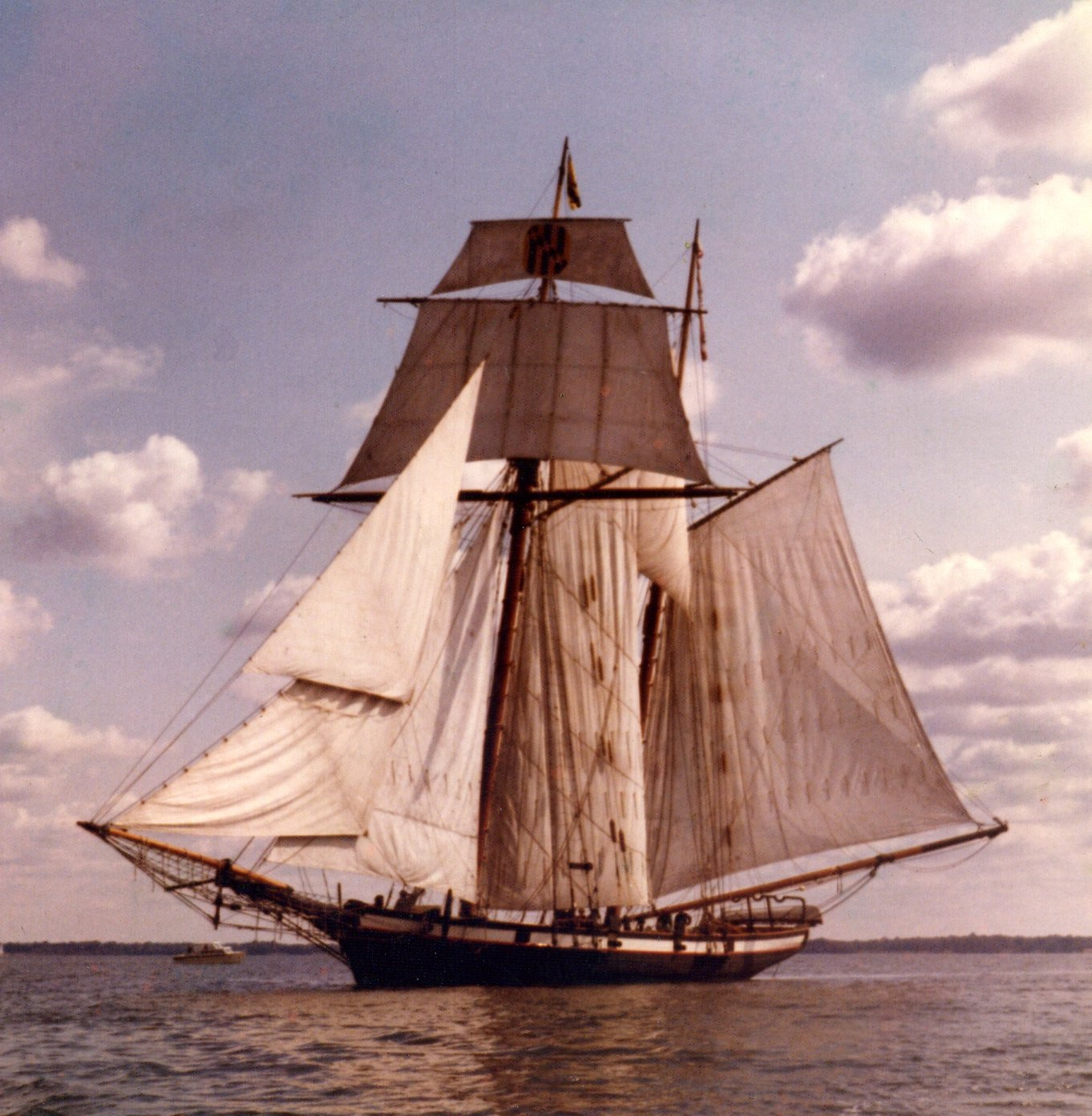
Pride of Baltimore

Die Pride of Baltimore (englisch für Stolz von Baltimore; kurz auch Pride) war ein US-amerikanischer Toppsegelschoner, ein weitgehend authentischer Nachbau eines historischen Baltimoreklippers um 1812. Sie fuhr von 1977 bis zu ihrem Untergang 1986 im Auftrag der Stadt Baltimore. Seit seiner Fertigstellung 1988 segelt als ihr Nachfolger der neue Baltimoreklipper-Nachbau Pride of Baltimore II.

## Pride of Baltimore

### Bau und Charakteristika des Baltimoreklippers
1975 entschied die Stadt Baltimore, US-Bundesstaat Maryland, als Attraktion für ihren Stadthafen (Inner Harbor) einen segelfähigen Baltimoreklipper rekonstruieren zu lassen. Da kein Baltimoreklipper und kaum Informationen über die Schiffspläne oder -maße erhalten waren, wurden die Einzelheiten des Bauplans aus schriftlichen Quellen, maritimer Kunst (z. B. Gemälden) und insbesondere Berichten der Britischen Marine über die von ihnen erbeuteten Schiffe erforscht.
Von April 1976 bis 1977 wurde die Pride of Baltimore im Stadthafen von Baltimore, sichtbar für alle Interessierten, gebaut. Nach den Vorgaben der Stadt sollten Materialien und Methoden gemäß der Zeit der Baltimoreklipper benutzt werden, letztlich wurden aber auch Hölzer benutzt, die in Maryland nicht heimisch sind, aber dafür größere Haltbarkeit versprachen (vor allem tropisches Hartholz). Ungefähr nach der halben Konstruktionszeit wurde entschieden, das bisher nur für kleinere Strecken geplante Schiff auch für Langstrecken und Ozeanreisen einzusetzen. Daraufhin wurden ein elektrischer Generator und Batterien für elektrische Beleuchtung, ein Hilfsmotor, ein Kurzwellenfunkgerät und Navigationsmittel eingebaut; erst später wurde der Ziegelofen durch einen dieselbetriebenen modernen Ofen ersetzt. Ansonsten wurde beim Bau und der Ausrüstung weiterhin größtmöglicher Wert auf Authentizität gelegt. Am 27. Februar 1977 lief die Pride of Baltimore vom Stapel, am 1. Mai des Jahres wurde sie in Dienst gestellt.
Viele der für Baltimoreklipper typischen Charakteristika der Pride of Baltimore waren auf anderen großen traditionellen Segelschiffen selten oder unüblich: Das Schonersegel wurde ohne Baum gefahren und überlappte den Großmast; vor allem Wendemanöver waren sehr arbeitsintensiv. Zwei der Vorsegel wurden mithilfe eines anknüpfbaren Segeltuchstreifens (bonnet) gerefft, einer seit dem 19. Jahrhundert nicht mehr eingesetzten Methode. Die Leesegel am Marssegel und eine ähnliche Konstruktion am Großsegel erlaubten ein „Ausfahren“ zusätzlicher Segelfläche. Das Toppsegel über dem Großsegel wurde vom Deck aus mit einem Jack (jackyard) geheißt, das den Großmast verlängerte. Der Großmast wurde nach vorne mit zwei Vorstagen versteift, die abwechselnd zu lockern und dichtzuholen waren – ähnlich Backstagen, die das Schiff außerdem hatte. Und schließlich wurde die Pride of Baltimore mit einer sieben Fuß (2,1 Meter) langen Pinne anstelle eines Steuerrades gesteuert. Die erste Besatzung des Schiffes, die über Erfahrungen auf anderen traditionellen Segelschiffen verfügte, musste sich daraufhin erst wieder jenes Wissen aneignen, das speziell für Baltimoreklipper nötig war und für deren Besatzungen Anfang des 19. Jahrhunderts selbstverständlich gewesen war.

### Reisen und Untergang
Die Pride of Baltimore wurde als Botschafter von Baltimore entlang der US-amerikanischen Küsten eingesetzt. 1983 segelte sie durch den Panamakanal zur Westküste der USA. 1985 bis 1986 besuchte der Schoner Europa. Die Rückkehr erfolgte über Madeira und die Antillen zu den Jungfraueninseln. Am 11. Mai verließ er St. John mit Ziel Baltimore. Am Morgen des 14. Mai 1986 lief die Pride of Baltimore nach Verringerung der Segelfläche unter Großsegel und Fock bei Windstärke 7–8 (ca. 50–74 km/h) ca. 250 Seemeilen (463 Kilometer) nördlich von Puerto Rico.
Gegen 11:30 Uhr wurde das Schiff auf der ungefähren Position 23° 0′ 0″ N, 67° 0′ 0″ W von einer Weißen Bö getroffen, die nach Aussagen des Ersten Offiziers 70 Knoten (ca. 130 km/h) und mehr erreichte. Trotz Loswerfen des Großsegels wurde die Pride of Baltimore zunehmend nach Backbord („links“) auf die Wasseroberfläche gedrückt. Ein Besatzungsmitglied versuchte noch, auch die Fock zu lösen, doch die Schot war bereits unter Wasser. Das Schiff lief durch die einzige offene Luke, die Achterluke, in kürzester Zeit voll; laut Parrott (2003) könnte außerdem durch eine kleinere Öffnung an Backbord Wasser eingedrungen sein. Nur der Smut war zu diesem Zeitpunkt unter Deck. Jedoch gelang es ihm, gegen das einströmende Wasser an Deck zu kommen. Innerhalb einer Minute nach Einsetzen der Weißen Bö kenterte die Pride of Baltimore und sank.
Der Schoner war mit zwei aufblasbaren Rettungsflößen für je sechs Personen ausgestattet, die durch die Wasserberührung automatisch freigesetzt wurden. Eins der Flöße verfing sich allerdings im Rigg des Schiffes und riss auf. Das andere blies sich zunächst automatisch auf, verlor dann jedoch durch eine Fehlfunktion der Ventile wieder an Luft. In der stürmischen See, in der die Sicht kaum 15 Meter betrug, erreichten drei Personen (darunter der Kapitän und der Bordingenieur) nicht das Floß. Der Sturm dauerte etwa 15 bis 30 Minuten, bis er wieder auf Windstärke 7–8 abflaute. Während der Smut das Floß mit Lungenkraft wieder aufblies, hielt sich die übrige Besatzung daran fest. Barry Duckworth, der Schiffszimmermann, starb jedoch, bevor das Floß notdürftig aufgeblasen war. Die übrigen acht Überlebenden konnten nach etwa vier Stunden schließlich das Floß besteigen.
Vier Tage und sieben Stunden hielten sich die Überlebenden mit 0,059 Liter Wasser und einem halben Biskuit pro Tag am Leben. In dieser Zeit versuchten sie vergebens, sechs vorbeifahrende Schiffe (das erste davon in weniger als zwei Seemeilen) und ein Flugzeug mit Seenotsignalen und später durch Schwenken von gelbem Ölzeug und mit Taschenlampensignalen auf sich aufmerksam zu machen. Aufgrund der Schnelligkeit, mit der die Pride of Baltimore gesunken war, konnte kein Notruf mehr abgesetzt werden; außerdem hatte die Pride of Baltimore keinen regelmäßigen Funkverkehr unterhalten. Sie wurde daher nicht vermisst und keine Suche eingeleitet. Schließlich entdeckte am 19. Mai um 2 Uhr morgens die Wache des norwegischen Tankers Toro die Taschenlampen-SOS-Signale und rettete die Überlebenden von ihrem Floß.
Das Unglück wurde später sowohl von der US-Küstenwache als auch vom National Transportation Safety Board (NTSB) untersucht. Als problematisch angesehen wird heute einerseits das für Baltimoreklipper typische, aber verhängnisvolle geringe Freibord, andererseits wird die offene Luke, die zudem nicht in der Schiffsmitte, sondern leicht nach Backbord verschoben eingesetzt war, für den Untergang als ursächlich angesehen. Daneben wurden allgemein die Stabilitätseigenschaften des Schiffes (seine Fähigkeit, dem Kentern zu widerstehen) kritisiert. Parrott (2003) wies außerdem darauf hin, dass das Unglück wahrscheinlich noch relativ glimpflich ausgegangen ist, weil fast alle Besatzungsmitglieder gerade an Deck waren. Denn die Luken des Schiffes waren, wie für Baltimoreklipper als Frachtschiffe üblich, so verschlossen, dass sie von innen nicht zu öffnen waren; wäre die Pride of Baltimore in der Nacht von einer Weißen Bö getroffen worden, wenn zwei Drittel der Besatzung unter Deck schliefen, wäre die Zahl der Todesopfer höchstwahrscheinlich noch höher ausgefallen.

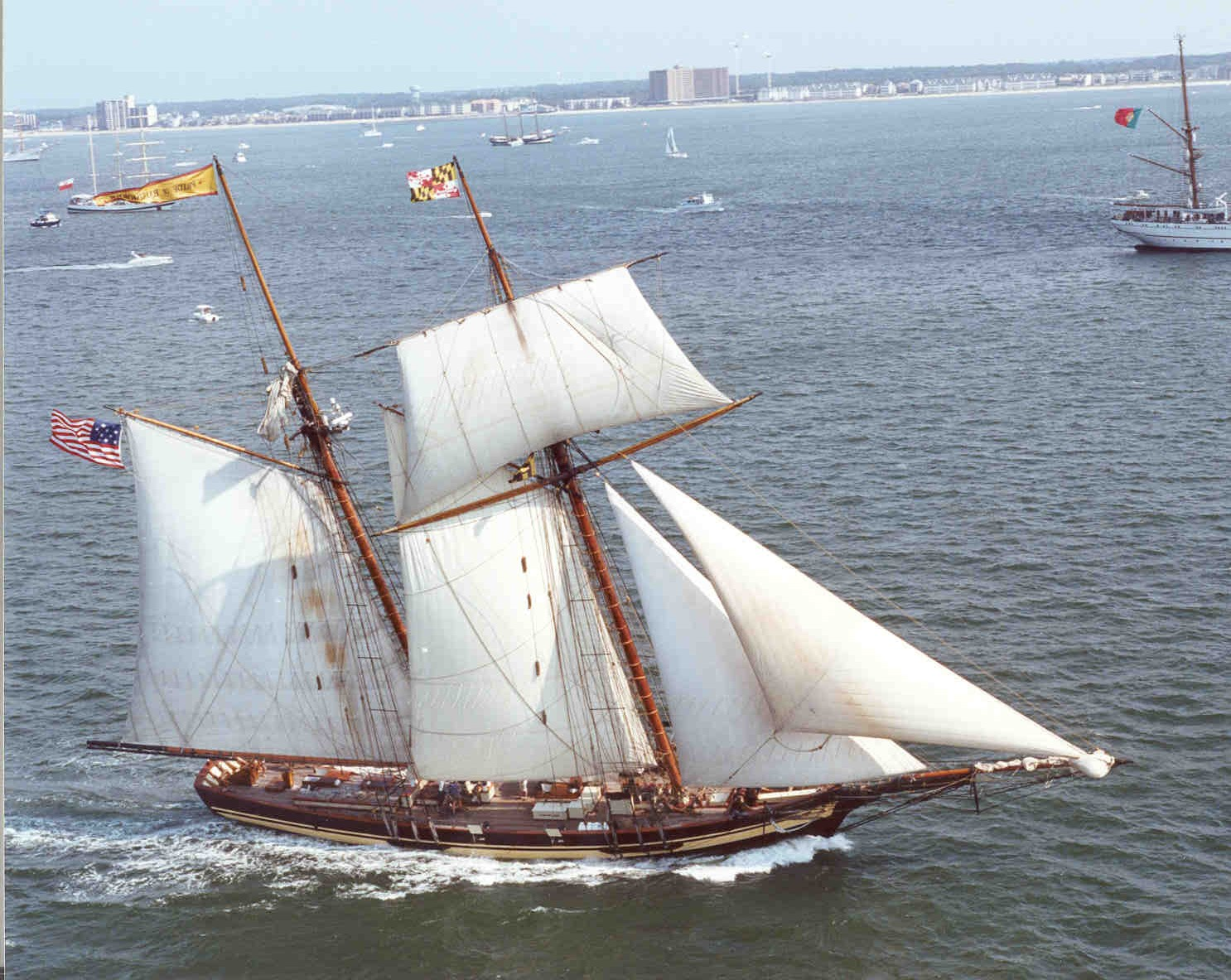
Pride of Baltimore II auf der OpSail 2000

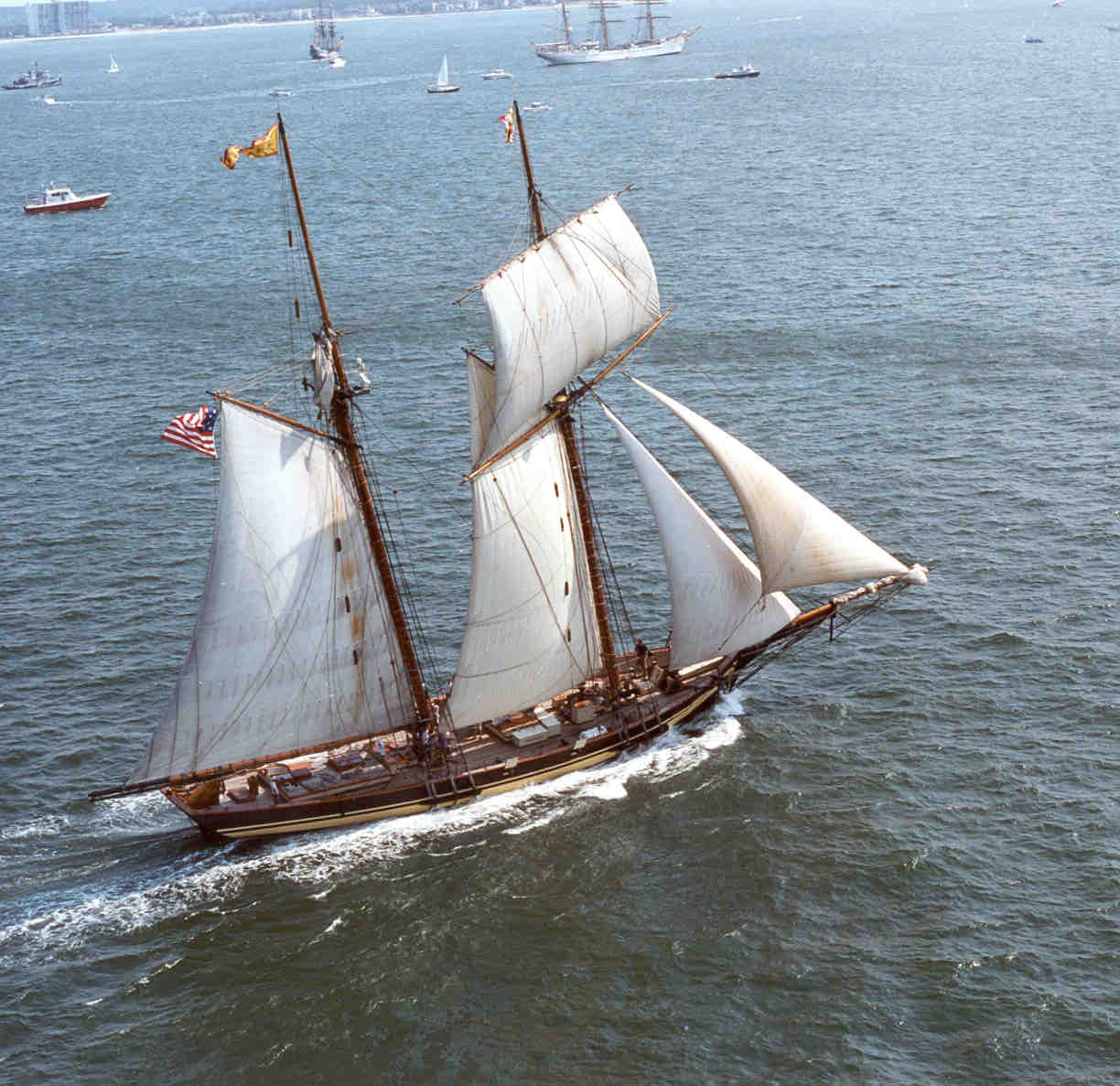
Ebenfalls auf der OpSail 2000

## Pride of Baltimore II
1988 wurde die etwas größere Pride of Baltimore II vom Stapel gelassen, die nach Angaben auf ihrer Internetseite den „Bürgern von Maryland“ gehört und von dem Unternehmen Pride, Inc. betrieben wird. Anders als ihr Vorgänger legt sie weniger Wert auf Authentizität und mehr auf Funktion und Sicherheit, beispielsweise durch ein erhöhtes Freibord, wasserdichte Schotten, externen Ballast und vereinfachte Segelführung (z. B. Verzicht auf das Jack, die besondere Reffmethode der Vorsegel); ihr Rumpf und Rigg sind jedoch insgesamt wiederum eine Replik der Baltimoreklipper.

## Vergleich der Schiffsdaten beider Schiffe
Die Schiffsmaße der Pride of Baltimore und der Pride of Baltimore II sind:
|                       | Pride of Baltimore                                                                                    | Pride of Baltimore II                                                             |
| Rumpf                 | Holz                                                                                                  | Holz                                                                              |
| Wasserdichte Schotten | 0 | 5                                                                                 |
| Luken                 | Frachtluken nicht von innen zu öffnen; zum Teil nicht entlang der Schiffsmitte                        | Luken gemäß Vorschriften der US-Küstenwache; großenteils entlang der Schiffsmitte |
| Länge über alles      | 137 Fuß (41,8 Meter) (sparred length)                                                                 | 52,42 Meter                                                                       |
| Länge an Deck         | 89 Fuß, 9 Zoll (27,4 Meter)                                                                           |                                                                                   |
| Rumpflänge            | | 29,42 Meter                                                                       |
| Breite                | 23 Fuß (7,0 Meter)                                                                                    | 7,93 Meter                                                                        |
| Tiefgang              | 9 Fuß 9 Zoll (3,0 Meter)                                                                              | 3,76 Meter                                                                        |
| Segelfläche           | 9.523 Quadratfuß (884,7 Quadratmeter)                                                                 | 970 Quadratmeter; nach anderen Angaben 9.707,8 Quadratfuß (901,9 Quadratmeter)    |
| Segel                 | 2 Gaffelsegel, 3 Vorsegel, 1 Fischermann-Stagsegel, 1 Marssegel, 1 Bramsegel, 3 Leesegel, 1 Toppsegel | ebenso                                                                            |
| Tonnage               | 67 Bruttoregistertonnen (BRT)                                                                         |                                                                                   |
| Verdrängung           | 121 t                                                                                                 | 187 t                                                                             |
| Maschine („Motor“)    | Caterpillar 85-PS-Diesel                                                                              | 2×140-PS Caterpillar                                                              |